# Dálkový vlak

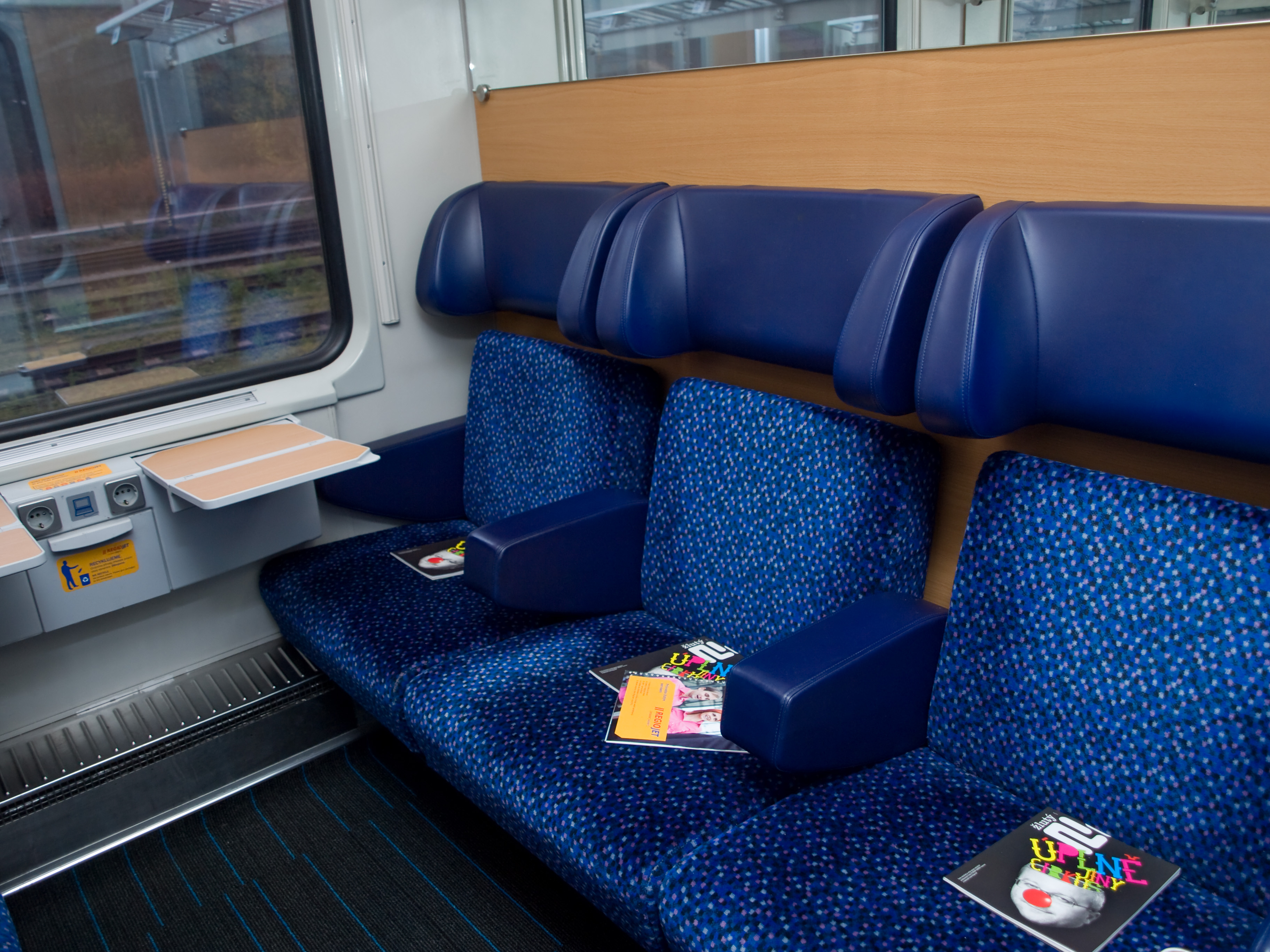
Kupé v dálkovém vlaku.

Dálkový vlak je souhrnné označení vlaků překonávající delší vzdálenosti. Základní kategorie dálkových vlaků v České republice jsou rychlík a expres, které jsou však často vedeny pod vlastními komerčními označeními (např. InterCity, EuroCity, EuroNight, SuperCity, railjet, RegioJet atd.). Tyto vlaky jsou oproti regionálním vlakům vedeny na delší trasy a zastavují pouze ve vybraných stanicích (např. ve velkých městech nebo důležitých uzlech). V dálkových vlacích je možnost rezervace míst, mohou v nich být také řazeny jídelní, lůžkové a lehátkové vozy.
Z dálkových vlaků jsou v Česku zařazovány do integrovaných dopravních systémů jen spoje kategorie rychlík.

## Zajímavosti
Dálkový vlak s nejdelší trasou, do kterého je možno nastoupit v Česku, je provozován ruskou železniční společností РЖД (Rossijskie železnye dorogi). Jeho trasa dlouhá 3 315 km začíná v Moskvě a končí na pobřeží Středozemního moře v Nice. Vlak s vůbec nejdelší trasou na světě jezdí v Rusku na trase Moskva – Vladivostok, tato trasa je dlouhá 9 259 km a její ujetí trvá téměř 6 dní.

## Seznam kategorií dálkových vlaků v Česku

### Základní kategorie
- rychlík (R)
- expres (Ex)

### Komerční kategorie

#### České dráhy
- InterCity (IC)
- EuroCity (EC)
- SuperCity (SC)
- EuroNight (EN)
- railjet (rj)

#### Alternativní dopravci
- RegioJet (RJ)
- Leo Express (LE)
- Arriva Express (AEx)
- Trilex Express (TLX)

### Zaniklé kategorie
- rychlík vyšší kvality (Rx)